# Мэрия Шарлоттауна
Мэрия Шарлоттауна (англ. Charlottetown City Hall) — резиденция городского совета в Шарлоттауне, Остров Принца Эдуарда, Канада. Расположена по адресу 199 Queen Street на углу Kent Street.
Мэрия была спроектирована архитекторами Джоном Лемуэлем Филлипсом и Чарльзом Бенджамином Чаппеллом в неороманском стиле. Он был построен подрядчиком Уильямом Х. Фрейзером в 1887 году. Строительство мэрии было завершено в 1888 году. Пожарный зал, спроектированный Чарльзом Бенджамином Чаппеллом и Джоном Маршаллом Хантером, был открыт в 1916 году.
23 ноября 1984 года мэрия Шарлоттауна была признана национальной исторической достопримечательностью Канады.